# 이시사우루스
이시사우루스(Isisaurus)는 중생대 백악기 후기, 오늘날의 인도부근에서 발견된 4족보행의 대형 초식공룡이다. 전체 몸 길이는 약 18m(60feet), 체중은 15t이상 되었을 것으로 추정된다. 학명은 인도통계대학(Indian Statistical Institute) 이름에서 유래되었다.